# Lithophane basidiluta
Lithophane basidiluta là một loài bướm đêm trong họ Noctuidae.